# Менгусовце
Менгусовце (словац. Mengusovce) — село и одноимённая община в районе Попрад Прешовского края Словакии. В письменных источниках начинает упоминаться с 1398 года.

## География
Село расположено в западной части края, на правом берегу реки Попрад, у подножия Высоких Татр, при автодороге 539. Абсолютная высота — 813 метров над уровнем моря. Площадь муниципалитета составляет 8,94 км².

## Население
По данным последней официальной переписи 2021 года, численность населения Менгусовце составляла 685 человек.
Динамика численности населения общины по годам:
| Год:                | 1994 | 2004    | 2014    | 2024    |
| ------------------- | ---- | ------- | ------- | ------- |
| Количество человек: | 566  | 607     | 665     | 682     |
| Разница:            |      | +7,24 % | +9,55 % | +2,55 % |

Национальный состав населения (по данным переписи населения 2011 года):
| Национальность | Численность, человек |
| -------------- | -------------------- |
| словаки        | 580                  |
| чехи           | 5                    |
| цыгане         | 4                    |
| поляки         | 1                    |
| другие         | 3                    |
| не указана     | 48                   |
| всего          | 641                  |

По данным переписи 2021 года, в конфессиональном составе населения преобладали католики (42,6 %), лютеране (30,9 %) и греко-католики (2,1 %).